# Канджанте

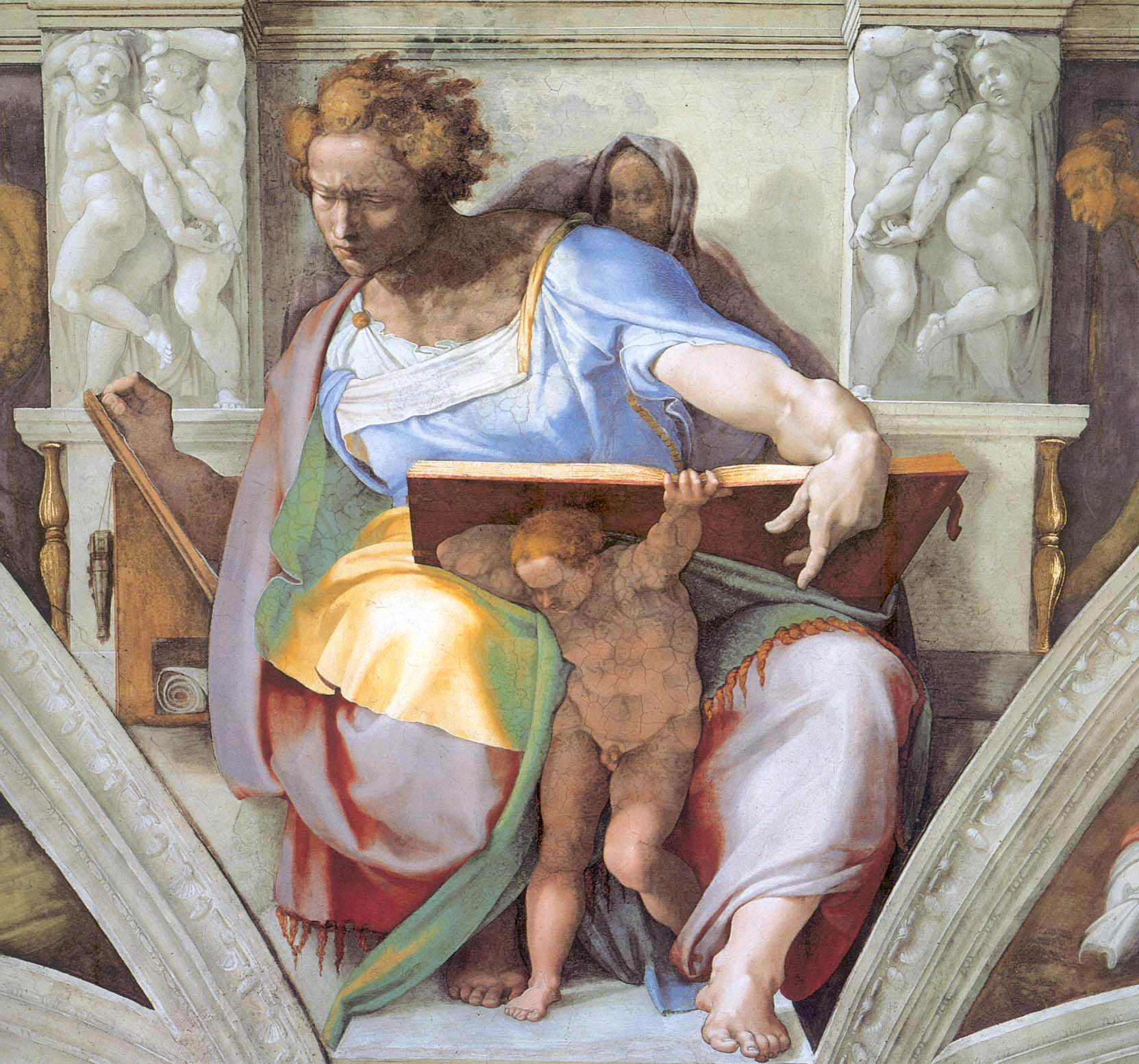
Пророк Даниїл зі стелі Сікстинської капели. Мікеланджело

Канджанте (італ. Cangiante) — один із канонічних способів живопису епохи Відродження, поряд із сфумато, світлотінню та унйоне,за теорією історикині мистецтва Марсії Б. Гол, що отримала значне визнання. Саме ці чотири способи були доступні італійським художникам Високого Відродження. Саме слово походить від італійського «змінювати» (італ. cangiare).
Ця техніка характеризується зміною кольору, викликаною обмеженням наявності темного або світлого вихідного кольору. Наприклад, малюючи тіні на жовтому об'єкті, художник може використовувати червоний колір просто тому, що жовту фарбу неможливо зробити достатньо темною. Існують інші методи відтворення тіней або відблисків (наприклад, змішування вихідного відтінку з чорним або коричневим), але вони можуть зробити колір тіні тьмяним і нечистим. В епоху Відродження різноманітність і доступність кольорів фарб були сильно обмежені.

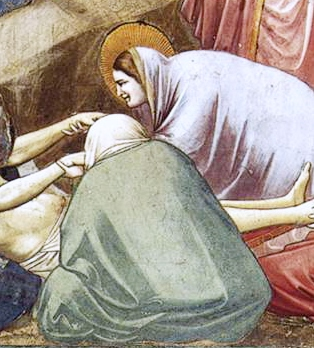
Ранній зразок техніки. Фрагмент роботи Джотто з каплиці Скровеньї. Зверніть увагу на зміну кольору шатів

Найбільшим практиком техніки був Мікеланджело, особливо в багатьох частинах стелі Сікстинської капели. Наприклад, в одязі пророка Даниїла помітний перехід від зеленого до жовтого. Після Мікеланджело ця техніка знайшла широке визнання і тепер є стандартною технікою живопису.

## Виноски
1. 1 2  Hall, Marcia B., Rome (series «Artistic Centers of the Italian Renaissance»), pp.148-150, 2005, Cambridge University Press, 2005, ISBN 0521624452, 9780521624459, google books
2. ↑  Hall, Marcia B. (1994). Color and Meaning: Practice and Theory in Renaissance Painting. New York, N.Y.: Cambridge University Press. ISBN 978-0-521-45733-0.
3. ↑  Four Canonical Painting Modes by APA.. Retrieved June 18, 2015.